# Ogdensburg (Nueva Jersey)
Ogdensburg es un borough ubicado en el condado de Sussex en el estado estadounidense de Nueva Jersey. En el año 2010 tenía una población de 2,410 habitantes y una densidad poblacional de 401 personas por km².

## Geografía
Ogdensburg se encuentra ubicado en las coordenadas 41°4′48″N 74°35′50″O / 41.08000, -74.59722.

## Demografía
Según la Oficina del Censo en 2000 los ingresos medios por hogar en la localidad eran de $60,313 y los ingresos medios por familia eran $70,521. Los hombres tenían unos ingresos medios de $47,350 frente a los $35,060 para las mujeres. La renta per cápita para la localidad era de $24,305. Alrededor del 5.7% de la población estaba por debajo del umbral de pobreza.